# Tomas Brolin
Tomas Brolin   (Hudiksvall, 29 de novembre de 1969) fou un futbolista suec de la dècada de 1990.
Fou 47 cops internacional amb la selecció sueca amb la qual participà en la Copa del Món de Futbol de 1990 i a la Copa del Món de Futbol de 1994.
Pel que fa a clubs, defensà els colors de Parma i Leeds United FC.